# 察哈爾省
察哈爾省（チャハル-しょう）は中華民国にかつて存在した省。省名はモンゴル族の部族名チャハルに由来する。塞北四省の一つである。現在は内モンゴル自治区、北京市及び河北省に分かれる。

## 管轄区域
東は熱河省及び遼北省、西は綏遠省及び山西省、南は河北省、北は蒙古地方と接していた。
省内は万里の長城を境に察南と察北に分かれていた。

## 沿革

### 察哈爾特別区域
中華民国建国当初は清代の行政機構が踏襲されたが、1914年（民国3年）6月、省級行政区画として察哈爾特別区域が設置された。察哈爾都督公署は張北県に置かれた。

### 察哈爾省
1928年（民国17年）9月5日、国民党中央政治会議第153回会議で察哈爾特別区域を察哈爾省と改編することを決定、11月1日に万全県にて察哈爾省政府が正式に発足し、初代省政府主席に趙戴文が就任した。
1935年（民国24年）末、日本軍が省域を占領、1937年から1945年までは日本の勢力下に置かれ、デムチュクドンロブを主班とする蒙古聯合自治政府の版図に含まれた。日本の進出に対し、1933年3月26日に馮玉祥と吉鴻昌により察哈爾民衆抗日同盟軍が張家口市で組織されている。
1945年（民国34年）、日本の敗戦にともない中華民国は施政権を回復したが、国共内戦の結果1948年（民国37年）12月24日に中国共産党により張家口が解放され、中華民国は実効支配権を喪失した。

## 行政区画
中華人民共和国成立直前、下部に1市19県を管轄した。
- 市
  - 張家口市
- 県
  - 蔚県
  - 延慶県
  - 懐来県
  - 康保県:1922年8月、康保招墾設治局として成立。1925年6月、県制施行。
  - 沽源県:旧称は独石県。1915年4月改称。
  - 尚義県:1935年3月、尚義設治局として成立。1937年5月、県制施行。
  - 商都県:1915年8月、商都墾務行局兼設治局として成立。1918年11月、県制施行。
  - 新明県:1934年9月、化徳設治局として成立。1936年2月、新明設治局と改称、1947年5月、県制施行。
  - 崇礼県:1934年12月、崇礼設治局として成立。1937年5月、県制施行。
  - 赤城県
  - 宣化県
  - 涿鹿県:旧称は保安県。1914年1月改称。
  - 張北県
  - 多倫県
  - 万全県
  - 宝昌県:1917年4月、太僕寺両招墾設治局として成立、まもなく宝昌設治局と改称。1925年6月、県制施行。
  - 陽原県:旧称は西寧県。1914年1月改称。
  - 竜関県:旧称は竜門県。1914年1月改称。

## 歴代長官

### 察哈爾都統（北京政府）
1. 何宗蓮:1912年10月 - 1915年8月
2. 張懐芝:1915年8月 - 1916年5月
3. 田中玉:1916年6月 - 1917年10月（1917年1月まで署理）
4. 張敬尭:1917年10月 - 1918年3月
5. 田中玉:1918年3月 - 1919年12月
6. 王廷楨：1919年12月 - 1920年9月
7. 張景恵:1920年9月 - 1922年5月
8. 譚慶林:1922年5月（署理）
9. 張錫元:1922年5月 - 1924年12月
10. 張之江:1924年12月 - 1926年3月（署理）
11. 鹿鍾麟:1926年4月 - 8月
12. 高維嶽:1926年8月 - 1928年8月（1927年8月まで署理）
13. 趙戴文:1928年6月 - 11月

### 省主席（中華民国）
1. 趙戴文:1928年10月 - 1928年11月
2. 楊愛源:1928年11月 - 1931年1月
3. 劉翼飛:1931年1月 - 1932年8月
4. 宋哲元:1932年8月 - 1935年6月
5. 秦徳純:1935年6月 - 1935年8月（代理）
6. 秦徳純:1935年8月 - 1935年11月
7. 蕭振瀛:1935年11月 - 1935年12月
8. 張自忠:1935年11月 - 1935年12月（代理）
9. 張自忠:1935年12月 - 1936年6月
10. 劉汝明:1936年6月 - 1939年1月
11. 張厲生:1938年10月 - 1939年1月
12. 石友三:1939年1月 - 1939年7月
13. 畢沢宇:1940年12月 - 1941年8月（代理）
14. 馮欽哉:1941年8月 - 1946年10月
15. 傅作義:1946年10月 - 1949年1月